# NAW magazine
NAW magazine is een Nederlandstalig tijdschrift over gebiedsontwikkeling. Het blad verschijnt viermaal per jaar. Gelijktijdig met het tijdschrift komt een onderzoeksdossier uit onder de naam NAW dossier. Er bestaat ook een uitgebreide website voor NAW.

## Inhoud
Het tijdschrift behandelt ontwikkelingen in gebiedsontwikkeling (ruimtelijke ordening, herstructurering). Onderwerpen omvatten beleid, groen, openbaar vervoer, wonen, werken en winkelen.